# Gennaro Ciliberto
Gennaro Ciliberto (Napoli, 22 settembre 1954) è un medico italiano, attivo nella ricerca medica nel campo delle neoplasie.

## Biografia
Si è laureato magna cum laude in medicina e chirurgia presso l'Università degli Studi di Napoli Federico II nel 1978 affiancato dal prof. Riccardo Cortese, suo stimato mentore, con il quale continuerà la sua carriera accademica dapprima come post-doc, successivamente come staff scientist presso l'European Molecular Biology Laboratory (EMBL) di Heidelberg.
Terminata l'esperienza estera, nel 1983 diventa ricercatore del Consiglio Nazionale delle Ricerche (CNR) presso il Centro di oncologia ed endocrinologia sperimentale di Napoli dove focalizza i suoi studi nella ricerca della regolazione dell'espressione genica. Pochi anni più tardi ricopre il ruolo di professore associato di genetica dei microrganismi presso la facoltà di scienze matematiche, fisiche e naturali dell'Università di Pisa e continua la sua esperienza di insegnamento dapprima come professore ordinario di biologia molecolare presso la facoltà di farmacia dell'Università degli Studi di Napoli Federico II, successivamente presso la facoltà di medicina, dipartimento di medicina sperimentale e clinica, all'Università degli Studi Magna Græcia di Catanzaro.
Ha lavorato per più di due decenni presso l'Istituto di Ricerche di Biologia Molecolare P. Angeletti (IRBM) di Pomezia prima come direttore del dipartimento di genetica poi come direttore del dipartimento di biologia ed infine come direttore scientifico ed amministratore delegato. Durante il suo periodo all'IRBM si è occupato principalmente, di farmaci mimetici di citochine della famiglia dell'interleuchina 6. I suoi studi hanno portato alla generazione di stuperantagonisti e superagonisti dell'interleuchina 6 e di varianti del CNTF con nuove proprietà farmacologiche per la terapia dell'obesità. Durante questo periodo si avvicina molto allo studio dei vaccini terapeutici anti-tumorali, infatti ha svolto attività in-licensing per la Merck & Co. riguardanti vaccini antitumorali ed anticorpi monoclonali per l'oncologia. Sotto la sua direzione l'IRBM ha contribuito alla pipeline con la Merck & Co. con 10 nuovi farmaci approvati per lo sviluppo pre-clinico, molti dei quali hanno raggiunto le fasi I e II di sviluppo clinico.
Terminata l'esperienza all'IRBM diventa direttore scientifico dell'Istituto Nazionale Tumori "Fondazione Pascale" dove continua a svolgere attività di ricerca nel campo dell'oncologia molecolare, ed in particolare focalizzandosi sullo studio dei recettori della famiglia ERB nella resistenza ai farmaci, delle cellule staminali tumorali e l'immunoterapia dei tumori; studi che prosegue come direttore scientifico dell'Istituto Nazionale Tumori "Regina Elena" concentrandosi anche sullo studio dei meccanismi alla base dello sviluppo di resistenza ai farmaci nel melanoma, delle alterazioni del metabolismo lipidico nelle cellule stamninali tumorali di polmone e l'identificazione di biomarcatori predittivi dell'efficacia dell'immunoterapia dei tumori. Qui ha istituito il Molecular Tumor Board (MTB) ovvero un comitato interdisciplinare deputato a definire le terapie oncologiche da somministrare ai pazienti secondo princìpi di terapia personalizzata e di precisione sulla base delle caratteristiche molecolari del tumore.
Nel 2009 ha fondato la Società di Biotecnologie Takis dedicata prevalentemente a studi di immunoterapia dei tumori.
È autore di 392 pubblicazioni su riviste internazionali impattate con un H-index di 81 e co-inventore di circa 35 tra brevetti concessi e domande di brevetto.

## Ricerche avanzate
Le ricerche più avanzate dal punto di vista biomedico di Gennaro Ciliberto hanno riguardato l’immunoterapia dei tumori ed in particolare lo sviluppo di vaccini terapeutici antitumorali.
Il primo, chiamato V930/V932 è costituito dalla combinazione in prime-boost eterologo di un DNA plasmidico codificante per gli antigeni tumorali CEA ed HER2 (V930) e di un vettore adenovirale codificante per gli stessi antigeni tumorali (V932). V930/V932 è stato oggetto di una sperimentazione di fase I/II su pazienti tumorali dimostrando sicurezza ed immunogenicità
Il secondo, chiamato V934/V935 è costituito dalla combinazione in prime-boost eterologo di un DNA plasmidico codificante per l’antigene tumorale hTERT (V934) e di un vettore adenovirale codificante per lo stesso antigene tumorale (V935). V934/V935 è stato oggetto di una sperimentazione di fase I/II su pazienti tumorali dimostrando sicurezza ed immunogenicità
Inoltre Gennaro Ciliberto ha partecipato a studi sull’efficacia del vaccino antitumorale anti-telomerasi nei cani con linfoma dimostrando l’efficacia di questo vaccino nel migliorare significativamente la sopravvivenza

## Altri incarichi e riconoscimenti
Il prof. Ciliberto è membro di numerose società scientifiche nazionali ed estere, ed è stato eletto membro della prestigiosa European Molecular Biology Organization (EMBO) nel 1989.
Nel 2010 è stato eletto nel direttivo della Società Italiana di Biofisica e Biologia Molecolare (SIBBM), e dal Gennaio 2013 al Dicembre 2016 è stato Presidente della SIBBM stessa.
Dal gennaio 2017 è Presidente della Federazione Italiana Scienze della Vita (FISV).
Dal gennaio 2019 è socio corrispondente della sezione di medicina della Società Nazionale di Scienze, Lettere e Arti di Napoli.
Dal 2019 è socio dell'Accademia medica romana
Dal giugno 2012 al 2016 è stato membro del Comitato Nazionale sulla Biosicurezza, Biotecnologie e Scienze della Vita (CNBBSV) della Presidenza del Consiglio dei ministri.
È membro del comitato direttivo e del comitato esecutivo di Alleanza Contro il Cancro (ACC) di cui è membro del comitato direttivo ed esecutivo ed estensore delle linee guida sui Molecular Tumor Board.

## Opere
- (EN) Gennaro Ciliberto, Cytokine Inhibitors, 1ª ed., CRC Press, 14 novembre 2000, ISBN 978-0824704346.
- Gennaro CIliberto e Gennaro Melino, Argomenti di biologia molecolare. Vita, morte e miracoli, 1ª ed., SEU, 31 ottobre 2006, ISBN 978-8889548318.
- Gennaro Ciliberto, Storie di vaccini. Dal vaiolo al Coronavirus, 1ª ed., 6 gennaio 2021, ISBN 979-1280317063.